# Матапан
Нос Матапан (на гръцки: Κάβο Ματαπάς, маниотски: Ματαπά), известен още като нос Тенаро, е най-южната точка на пелопонеския полуостров Мани и на континентална Гърция.

## История
В периода 27–29 март 1941 г. южно от носа се водят сражения между италианската Реджа Марина и обединените сили на Кралския военноморски флот и Кралския австралийски военноморски флот. В битката, станала известна като битката при нос Матапан, британските сили печелят решителна победа.